# Olympische Sommerspiele 2016/Radsport – BMX-Rennen (Männer)
Das BMX-Rennen der Männer bei den Olympischen Spielen 2016 in Rio de Janeiro fand vom 17. bis 19. August 2016 statt.
Der US-Amerikaner Connor Fields wurde Olympiasieger vor Jelle van Gorkom aus den Niederlanden. Carlos Ramírez aus Kolumbien landete auf dem Bronzerang.

## Ergebnisse

### Platzierungsrunde
| Rank | Name               | Nation             | Zeit (s) |
| ---- | ------------------ | ------------------ | -------- |
| 1    | Joris Daudet       | Frankreich         | 34,617   |
| 2    | David Graf         | Schweiz            | 34,678   |
| 3    | Sam Willoughby     | Australien         | 34,714   |
| 4    | Connor Fields      | Vereinigte Staaten | 34,768   |
| 5    | Corben Sharrah     | Vereinigte Staaten | 34,893   |
| 6    | Twan van Gendt     | Niederlande        | 34,933   |
| 7    | Māris Štrombergs   | Lettland           | 34,953   |
| 8    | Niek Kimmann       | Niederlande        | 35,070   |
| 9    | Nicholas Long      | Vereinigte Staaten | 35,088   |
| 10   | Liam Phillips      | Großbritannien     | 35,095   |
| 11   | Amidou Mir         | Frankreich         | 35,248   |
| 12   | Yoshitaku Nagasako | Japan              | 35,286   |
| 13   | Bodi Turner        | Australien         | 35,333   |
| 14   | Carlos Oquendo     | Kolumbien          | 35,341   |
| 15   | Luis Brethauer     | Deutschland        | 35,379   |
| 16   | Renato Rezende     | Brasilien          | 35,404   |
| 17   | Jelle van Gorkom   | Niederlande        | 35,413   |
| 18   | Tory Nyhaug        | Kanada             | 35,422   |
| 19   | Carlos Ramírez     | Kolumbien          | 35,423   |
| 20   | Anthony Dean       | Australien         | 35,445   |
| 21   | Kyle Evans         | Großbritannien     | 35,776   |
| 22   | Jérémy Rencurel    | Frankreich         | 35,884   |
| 23   | Jefferson Milano   | Venezuela          | 35,945   |
| 24   | Niklas Laustsen    | Dänemark           | 36,199   |
| 25   | Trent Jones        | Neuseeland         | 36,331   |
| 26   | Kyle Dodd          | Südafrika          | 36,454   |
| 27   | Alfredo Campo      | Ecuador            | 36,463   |
| 28   | Tore Navrestad     | Norwegen           | 36,484   |
| 29   | Gonzalo Molina     | Argentinien        | 36,860   |
| 30   | Jewgeni Komarow    | Russland           | 36,958   |
| 31   | Toni Syarifudin    | Indonesien         | 40,975   |
| 32   | Edžus Treimanis    | Lettland           | DNF      |

### Viertelfinale

#### Viertelfinale 1
| Rang | Name             | Nation             | Lauf 1 s (Pkt.) | Lauf 2 s (Pkt.)  | Lauf 3 s (Pkt.)  | Punkte | Anm. |
| ---- | ---------------- | ------------------ | --------------- | ---------------- | ---------------- | ------ | ---- |
| 1    | Jelle van Gorkom | Niederlande        | 35,101 s (1)    | 35,872 s (1)     | 36,680 s (4)     | 6      | Q    |
| 2    | Trent Jones      | Neuseeland         | 35,455 s (3)    | 35,561 s (2)     | 36,173 s (2)     | 7      | Q    |
| 3    | Nicholas Long    | Vereinigte Staaten | 35,730 s (5)    | 40,046 s (4)     | 35,331 s (1)     | 10     | Q    |
| 4    | Niek Kimmann     | Niederlande        | 35,725 s (4)    | 1:47,485 min (7) | 36,431 s (3)     | 14     | Q    |
| 5    | Edžus Treimanis  | Lettland           | 36,022 s (7)    | 37,619 s (3)     | 37,379 s (5)     | 15     |      |
| 6    | Joris Daudet     | Frankreich         | 35,434 s (2)    | DNF s (8)        | DNF s (8)        | 18     |      |
| 7    | Niklas Laustsen  | Dänemark           | 36,965 s (8)    | 44,351 s (5)     | 41,942 s (6)     | 19     |      |
| 8    | Renato Rezende   | Brasilien          | 35,970 s (6)    | 1:19,255 min (6) | 1:44,597 min (7) | 19     |      |

#### Viertelfinale 2
| Rang | Name             | Nation         | Lauf 1 s (Pkt.)  | Lauf 2 s (Pkt.)  | Lauf 3 s (Pkt.) | Punkte | Anm. |
| ---- | ---------------- | -------------- | ---------------- | ---------------- | --------------- | ------ | ---- |
| 1    | Tory Nyhaug      | Kanada         | 35,958 s (1)     | 35,035 s (1)     | 38,754 s (2)    | 4      | Q    |
| 2    | Luis Brethauer   | Deutschland    | 37,386 s (2)     | 36,234 s (2)     | 39,384 s (3)    | 7      | Q    |
| 3    | Jefferson Milano | Venezuela      | 41,709 s (3)     | 36,296 s (3)     | 40,894 s (6)    | 12     | Q    |
| 4    | David Graf       | Schweiz        | 2:54,204 min (7) | 1:14,051 min (6) | 38,390 s (1)    | 14     | Q    |
| 5    | Māris Štrombergs | Lettland       | 1:36,876 min (6) | 44,376 s (4)     | 39,554 s (4)    | 14     |      |
| 6    | Kyle Dodd        | Südafrika      | 42,683 s (4)     | 50,545 s (5)     | 39,959 s (5)    | 14     |      |
| 7    | Toni Syarifudin  | Indonesien     | 45,325 s (5)     | 1:21,149 min (7) | DNS s (10)      | 22     |      |
| 8    | Liam Phillips    | Großbritannien | DNF s (8)        | DNS s (10)       | DNS s (10)      | 28     |      |

#### Viertelfinale 3
| Rang | Name            | Nation      | Lauf 1 s (Pkt.)  | Lauf 2 s (Pkt.) | Lauf 3 s (Pkt.)  | Punkte | Anm. |
| ---- | --------------- | ----------- | ---------------- | --------------- | ---------------- | ------ | ---- |
| 1    | Sam Willoughby  | Australien  | 35,877 s (1)     | 35,130 s (1)    | 35,152 s (1)     | 3      | Q    |
| 2    | Carlos Oquendo  | Kolumbien   | 37,728 s (3)     | 35,607 s (3)    | 35,699 s (3)     | 9      | Q    |
| 3    | Twan van Gendt  | Niederlande | 1:46,311 min (6) | 35,293 s (2)    | 35,217 s (2)     | 10     | Q    |
| 4    | Carlos Ramírez  | Kolumbien   | 37,054 s (2)     | 36,181 s (5)    | 36,020 s (4)     | 11     | Q    |
| 5    | Jérémy Rencurel | Frankreich  | 40,894 s (4)     | 35,927 s (4)    | 1:30,329 min (6) | 14     |      |
| 6    | Jewgeni Komarow | Russland    | 41,584 s (5)     | 40,430 s (6)    | 39,770 s (5)     | 16     |      |
| 7    | Amidou Mir      | Frankreich  | DNF s (8)        | DNS s (10)      | DNS s (10)       | 28     |      |
| 8    | Alfredo Campo   | Ecuador     | DNF s (8)        | DNS s (10)      | DNS s (10)       | 28     |      |

#### Viertelfinale 4
| Rang | Name               | Nation             | Lauf 1 (Pkt.) | Lauf 2 (Pkt.) | Lauf 3 (Pkt.) | Punkte | Anm. |
| ---- | ------------------ | ------------------ | ------------- | ------------- | ------------- | ------ | ---- |
| 1    | Anthony Dean       | Australien         | 35,934 s (2)  | 34,994 s (1)  | 35,193 s (1)  | 4      | Q    |
| 2    | Connor Fields      | Vereinigte Staaten | 35,191 s (1)  | 35,761 s (4)  | 35,601 s (3)  | 8      | Q    |
| 3    | Corben Sharrah     | Vereinigte Staaten | 36,213 s (4)  | 35,558 s (3)  | 35,447 s (2)  | 9      | Q    |
| 4    | Gonzalo Molina     | Argentinien        | 36,078 s (3)  | 35,412 s (2)  | 36,122 s (5)  | 10     | Q    |
| 5    | Bodi Turner        | Australien         | 39,094 s (6)  | 42,436 s (8)  | 35,721 s (4)  | 18     |      |
| 6    | Tore Navrestad     | Norwegen           | 42,105 s (8)  | 35,904 s (5)  | 36,715 s (6)  | 19     |      |
| 7    | Kyle Evans         | Großbritannien     | 37,230 s (5)  | 40,351 s (7)  | 37,203 s (7)  | 19     |      |
| 8    | Yoshitaku Nagasako | Japan              | 41,455 s (7)  | 39,258 s (6)  | 47,041 s (8)  | 21     |      |

### Halbfinale

#### Halbfinale 1
| Rang | Name             | Nation             | Lauf 1 (Pkt.) | Lauf 2 (Pkt.) | Lauf 3 (Pkt.)    | Punkte | Anm. |
| ---- | ---------------- | ------------------ | ------------- | ------------- | ---------------- | ------ | ---- |
| 1    | Anthony Dean     | Australien         | 35,243 s (1)  | 34,901 s (1)  | 34,832 s (1)     | 3      | Q    |
| 2    | Jelle van Gorkom | Niederlande        | 35,337 s (2)  | 35,615 s (6)  | 35,038 s (3)     | 11     | Q    |
| 3    | Carlos Ramírez   | Kolumbien          | 35,537 s (3)  | 35,261 s (3)  | 42,706 s (5)     | 11     | Q    |
| 4    | Nicholas Long    | Vereinigte Staaten | 35,858 s (5)  | 35,450 s (5)  | 34,921 s (2)     | 12     | Q    |
| 5    | Corben Sharrah   | Vereinigte Staaten | 36,289 s (6)  | 35,164 s (2)  | 35,352 s (4)     | 12     |      |
| 6    | Carlos Oquendo   | Kolumbien          | 35,740 s (4)  | 35,420 s (4)  | 55,966 s (6)     | 14     |      |
| 7    | David Graf       | Schweiz            | 45,335 s (8)  | 36,057 s (7)  | 2:10,243 min (7) | 22     |      |
| 8    | Luis Brethauer   | Deutschland        | 36,400 s (7)  | 36,230 s (8)  | DNF s (8)        | 23     |      |

#### Halbfinale 2
| Rang | Name             | Nation             | Lauf 1 (Pkt.)    | Lauf 2 (Pkt.)    | Lauf 3 (Pkt.) | Punkte | Anm. |
| ---- | ---------------- | ------------------ | ---------------- | ---------------- | ------------- | ------ | ---- |
| 1    | Sam Willoughby   | Australien         | 34,888 s (1)     | 34,478 s (1)     | 34,686 s (1)  | 3      | Q    |
| 2    | Connor Fields    | Vereinigte Staaten | 35,163 s (2)     | 34,802 s (2)     | 36,176 s (6)  | 10     | Q    |
| 3    | Niek Kimmann     | Niederlande        | 35,676 s (4)     | 36,147 s (6)     | 35,222 s (2)  | 12     | Q    |
| 4    | Tory Nyhaug      | Kanada             | 36,714 s (6)     | 35,025 s (3)     | 35,640 s (3)  | 12     | Q    |
| 5    | Twan van Gendt   | Niederlande        | 35,905 s (5)     | 35,732 s (5)     | 35,663 s (4)  | 14     |      |
| 6    | Gonzalo Molina   | Argentinien        | 39,102 s (7)     | 35,541 s (4)     | 35,807 s (5)  | 16     |      |
| 7    | Trent Jones      | Neuseeland         | 35,425 s (3)     | 1:05,161 min (7) | 36,391 s (7)  | 17     |      |
| 8    | Jefferson Milano | Venezuela          | 1:56,976 min (8) | 1:14,157 min (8) | 38,018 s (8)  | 24     |      |

### Finale
| Rank | Name             | Land               | Zeit (s) |
| ---- | ---------------- | ------------------ | -------- |
| 1    | Connor Fields    | Vereinigte Staaten | 34,642   |
| 2    | Jelle van Gorkom | Niederlande        | 35,316   |
| 3    | Carlos Ramírez   | Kolumbien          | 35,517   |
| 4    | Nicholas Long    | Vereinigte Staaten | 35,522   |
| 5    | Tory Nyhaug      | Kanada             | 35,674   |
| 6    | Sam Willoughby   | Australien         | 36,325   |
| 7    | Niek Kimmann     | Niederlande        | 36,579   |
|      | Anthony Dean     | Australien         | DNF      |